# Iwan Abadschiew

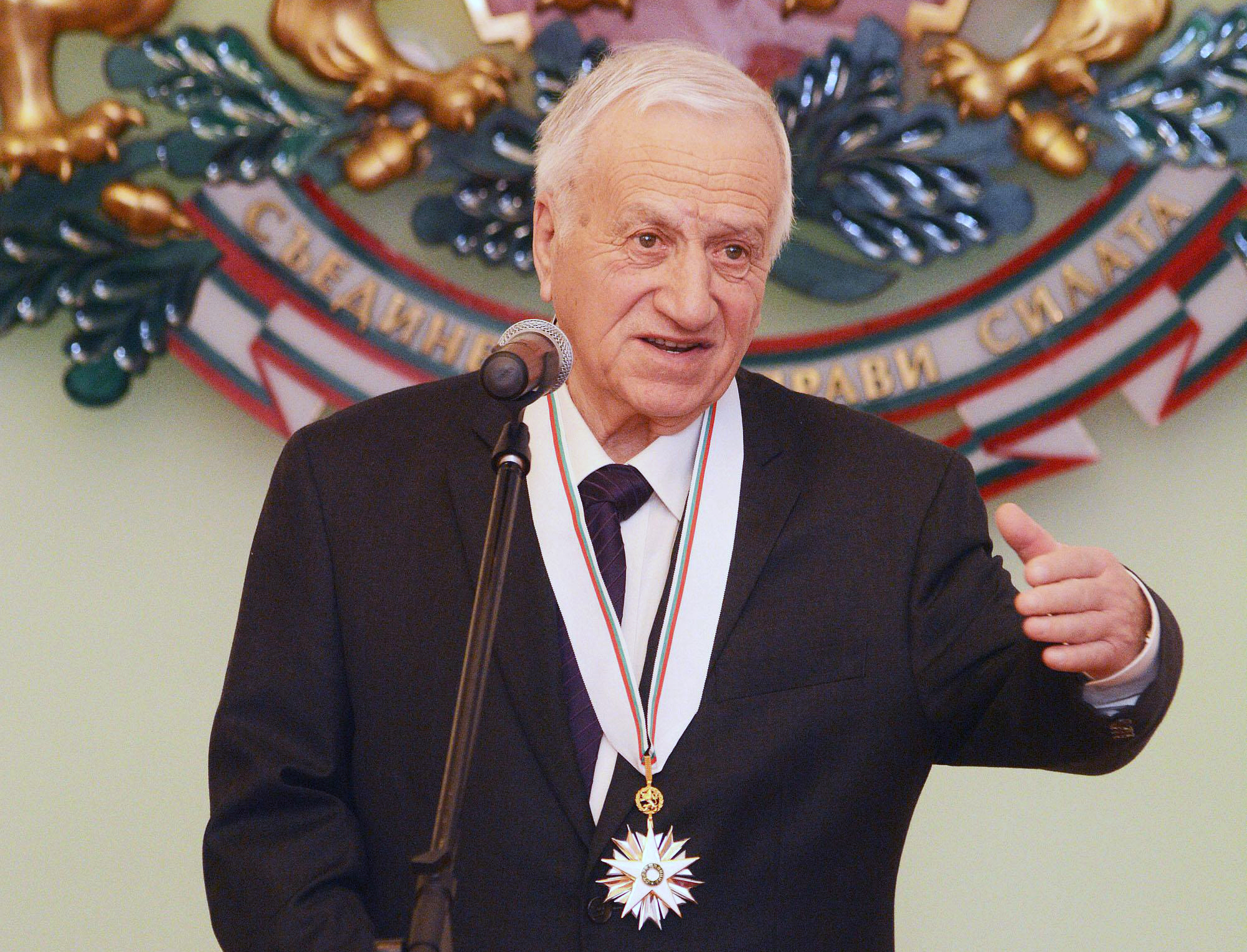
Iwan Abadschiew, 2012

Iwan Nikolow Abadschiew (bulgarisch Иван Николов Абаджиев, engl. Transkription Ivan Nikolov Abadzhiev; * 12. Februar 1932 in Nowi Pasar; † 24. März 2017 in Köln, Deutschland) war ein bulgarischer Gewichtheber und Trainer.

## Karriere

### Laufbahn als Gewichtheber
Iwan Abadschiew begann mit 21 Jahren 1953 mit dem Gewichtheben. Er kam schnell voran und erreichte bereits bei den Weltmeisterschaften 1955 in München ein sehr gutes Ergebnis im Leichtgewicht (damals bis 67,5 kg Körpergewicht). Bei den Weltmeisterschaften 1957 in Teheran wurde er Vizeweltmeister im Leichtgewicht. Dies war sein größter internationaler Erfolg als aktiver Gewichtheber. Nach den Olympischen Spielen 1960 in Rom beendete er seine Gewichtheberlaufbahn.

### Laufbahn als Trainer
Nach dem Ende seiner aktiven Laufbahn begann Iwan Abadschiew eine Ausbildung zum Trainer. Er war von 1968 bis 1989 und von 1997 bis 2000 Cheftrainer des bulgarischen Gewichtheber-Verbandes. Als solcher war er außerordentlich erfolgreich und führte die bulgarischen Gewichtheber binnen weniger Jahre an die Weltspitze.

## Trainingsphilosophie
Abadschiew vertritt einen extremen Standpunkt bezüglich des Trainings seiner Athleten. Er ist der Auffassung, dass die Hilfsübungen, wie zum Beispiel jegliche Art von Zügen oder Abwandlungen der Wettkampfdisziplinen, keinerlei Nutzen für die Weiterentwicklung des Athleten bringen. Darum beschränkt Abadschiew das Training auf die zwei Wettkampfdisziplinen Reißen und Stoßen und die Kniebeuge vorne zum Kraftaufbau.

## Dopingproblematik
In der Zeit, als Abadschiew dafür die Verantwortung trug, wurden mehrere Gewichtheber wegen Dopings disqualifiziert; darunter Walentin Christow und Blagoj Blagojew, disqualifiziert als Olympiasieger bzw. Silbermedaillengewinner 1976 in Montreal, sowie Mitko Grablew und Angel Gentschew, disqualifiziert als Olympiasieger 1988 in Seoul.
Auch in der Folgezeit wurden immer wieder bulgarische Olympiasieger, Welt- und Europameister des Dopings überführt (Sewdalin Mintschew, Sewdalin Marinow, Iwan Iwanow, Isabela Dragnewa, Milena Trendafilowa) oder es wurden ihnen andere Betrugsformen wie die Abgabe von Fremdurin bei Dopingkontrollen nachgewiesen (Slatan Wanew, Georgi Markow, Galabin Bojewski), wobei der vielfache Weltmeister und Olympiasieger Bojewski sogar zweimal als Dopingsünder entlarvt und für acht Jahre gesperrt wurde. Aus diesem Grund sind die Erfolge Abadschiews als Trainer differenziert zu betrachten.

## Internationale Erfolge
(OS = Olympische Spiele, WM = Weltmeisterschaft, EM = Europameisterschaft, Le = Leichtgewicht, Mi = Mittelgewicht)
- 1955, 7. Platz (4. Platz), WM + EM in München, Le, mit 432,5 kg, Sieger: Nikolai Kostylew, UdSSR, 382,5 kg, vor Said Gouda, Ägypten, 365 kg;
- 1956, 1. Platz, Turnier in Bukarest, Le, mit 342,5 kg, vor Eberhard Hatt, DDR, 325 kg und Tiberiu Roman, Rumänien, 190 kg;
- 1956, 7. Platz, OS in Melbourne, Le, mit 357,5 kg, Sieger: Igor Rybak, UdSSR, 380 kg vor Rafael Schabutinow, UdSSR, 372,5 kg;
- 1957, 3. Platz, Großer Preis der UdSSR in Moskau, La, mit 355 kg, hinter Wiktor Buschujew, UdSSR, 385 kg und Huan Tschan Ju, China, 367,5 kg;
- 1957, 2. Platz, WM in Teheran, Le, mit 372,5 kg, hinter Buschujew, 380 kg und vor Jan Czepułkowski, Polen, 365 kg;
- 1958, 4. Platz, Großer Preis der UdSSR in Moskau, Le, mit 365 kg, hinter Juan Tschan Ju, 382,5 kg, Buschujew, 382,5 kg und Kostylew, 370 kg;
- 1958, 5. Platz (4. Platz), WM + EM in Stockholm, Le, mit 342,5 kg, hinter Buschujew, 390 kg, Luciano de Genova, Italien, 362,5 kg, Henryk Tamraz, Iran, 357,5 kg und Josef Tauchner, Österreich, 347,5 kg;
- 1960, 8. Platz, EM in Mailand, Le, mit 340 kg, Sieger: Marian Zielinski, Polen, 377,5 kg vor Mustafa Jagly-Ogly, UdSSR, 375 kg;
- 1960, 12. Platz, OS in Rom, Mi mit 370 kg, Sieger: Alexander Kurynow, UdSSR, 437,5 kg vor Thomas Kono, USA, 427,5 kg.